# Edith Meiser
Edith Meiser (9 de maig de 1898 - 26 de setembre de 1993) va ser una autora i actriu nord-americana, que va escriure novel·les de misteri, obres de teatre i nombrosos drames radiofònics. Potser és més coneguda per portar adaptacions de les històries de Sherlock Holmes a la ràdio als anys trenta.
Meiser havia estat membre de la junta de governadors de l'Actors Equity, així com la presidenta de l'Equity Library Theater.

## Biografia
Nascut a Detroit, Meiser va estudiar a la Liggett School, Kox Schule a Dresden, Alemanya, i a l'Ecole de la Cour de St. Pierre a Ginebra, Suïssa,  abans d'assistir finalment al Vassar College.

### Carrera d'actriu
A Vassar, Meiser va començar a actuar amb la societat dramàtica universitària  apareixent en obres com L'Aiglon, Jezebel, i Punishment, l'última de les quals ella mateixa va ser autora.
Després de graduar-se a la universitat, Meiser va començar a actuar amb grups com l'American Shakespeare Festival, The Theatre Guild, el circuit de vodevil d'Edward Albee  i la Summer Stock Company de Jessie Bonstelle  abans de debutar a Broadway el 1923 a The New Way. Va aparèixer en més de 20 espectacles de Broadway, incloent Fata Morgana, The Guardsman, Garrick Gaieties, Sabrina Fair i la producció de 1960 de The Unsinkable Molly Brown.
Meiser també va aparèixer en pel·lícules com as Middle of the Night, It Grows on Trees i Queen for a Day.

### Carrera d'escriptora
Meiser va ser autor de molts guions de ràdio, inclòs la primera sèrie de ràdio d'Helen Hayes, The New Penny.

### Sherlock Holmes
Als quinze anys, Meiser va viatjar a Europa amb el SS Bremen. El comissari del vaixell va proporcionar a Meiser una còpia d'un cànon holmesià1llibre de Sherlock Holmes que va despertar el seu interès pel personatge.
Un any més tard, Meiser i el llavors marit Tom McKnight van fer el salt d'escriure per a l'escenari a escriure per a la ràdio. Després de formar una empresa i trobar algun èxit a la ràdio, Mesier va decidir que Sherlock Holmes seria un molt bon programa de ràdio  però no va poder interessar a la NBC en una sèrie tret que es trobés un patrocinador. Meiser va trigar més d'un any a interessar un patrocinador en la idea. George C. L. Washington, inventor del primer cafè instantani, i també holmesià , va acceptar patrocinar la sèrie que es va convertir en The Adventures of Sherlock Holmes.
L'episodi d'estrena va incloure una adaptació de "The Adventure of the Speckled Band" el 20 d'octubre de 1930 i va estar protagonitzada per William Gillette com Sherlock Holmes i Leigh Lovell el Dr Watson. Altres episodis van incloure Richard Gordon en el paper de Holmes fins a 1933 i Louis Hector des de 1934 fins a 1935 amb Richard Gordon tornant a ocupar el càrrec per a l'última temporada el 1936.
Tots els episodis van ser adaptats o ideats per Meiser  i al final de la primera temporada una enquesta dels editors de ràdio nord-americans va trobar que el 94% va dir que Les aventures de Sherlock Holmes era el millor programa de ràdio.
El 1935, Meiser va ser autor d'una adaptació radiofònica de l'obra de Gillette, Sherlock Holmes. Gillette va tornar al paper al costat de Reginald Mason com el Dr Watson.
Tres anys després del final de Les aventures de Sherlock Holmes, l'èxit de la sèrie de pel·lícules de Sherlock Holmes Rathbone/Bruce  va fer que Meiser comencés a adaptar i escriure històries per a Les noves aventures de Sherlock Holmes, protagonitzada per Basil Rathbone com Sherlock Holmes i Nigel Bruce com el doctor Watson. Des de 1939 fins a 1943, tots els episodis van ser escrits per Meiser. Meiser va abandonar el programa després de desacords amb un patrocinador sobre la quantitat de violència al programa.
A partir de l'any 1953, Meiser amb el coescriptor Frank Giacoia va ser l'autor d'una sèrie de còmics d'aventures de Sherlock Holmes per al New York Herald Tribune Syndicate.

### Vida posterior
El 1987, les biblioteques de la Universitat de Minnesota van comprar la "Col·lecció Edith Meiser" que constava de guions originals, cintes i altres materials.
El 1991, als 93 anys, Meiser va ser investida com a membre de The Baker Street Irregulars pel seu treball per mantenir l'interès en Sherlock Holmes al llarg de la seva carrera.

### Mort
Meiser va morir als 95 anys al Roosevelt Hospital de Manhattan.